# Meoneura paraseducta
Meoneura paraseducta är en tvåvingeart som beskrevs av Papp 1976. Meoneura paraseducta ingår i släktet Meoneura och familjen kadaverflugor.
Artens utbredningsområde är Mongoliet. Inga underarter finns listade i Catalogue of Life.